# Comité Permanente de la Asamblea Popular Nacional de China
El Comité Permanente de la Asamblea Popular Nacional (CPCNP; en chino tradicional, 全國 人民 代表 大會 常務委員會; en chino simplificado, 全国 人民 代表 大会 常务委员会) es el poder legislativo nacional de la República Popular China. Ejerce los poderes de la Asamblea Popular Nacional (APN) cuando esta no está en sesión. 
Tiene la autoridad constitucional para modificar la legislación dentro de los límites establecidos por la APN, y por lo tanto actúa como un cuerpo legislativo de facto. 
Está dirigido por un presidente, como máximo legislador de China, quien ocupó el tercer lugar en el sistema de clasificación político de China, después del secretario general del Partido Comunista de China y del primer ministro de la República Popular de China. El actual Presidente es Zhang Dejiang.
El CPCNP también tiene la facultad de interpretar las leyes de la República Popular China, incluyendo su Constitución. A diferencia de otros países en los que "el precedente" prima tanto en la interpretación final como en la ejecución de un Tribunal Supremo, dentro de la República Popular China se considera que la interpretación constitucional y legal como una actividad legislativa más que judicial y las funciones están divididas, de modo que el CPCNP ofrece interpretaciones legales, mientras que el Tribunal Supremo Popular decide sobre los casos. Debido a que una interpretación del CPCNP es de naturaleza legislativa y no judicial, ésta no afecta a los casos que ya han sido decididos.
Un uso notable del potencial de la interpretación constitucional se produjo en 1999 sobre el derecho de elección de domicilio de Lau Kong Yung v. Director de Inmigración de la Región Administrativa Especial de Hong Kong. El CPCNP interpretó la Ley Básica de Hong Kong, de acuerdo con la posición adoptada por el Gobierno de Hong Kong con respecto a la elegibilidad de residencia permanente en Hong Kong.

## Historia
En 1954, se celebró en Pekín la I Asamblea Popular Nacional, que se convirtió en el parlamento estatutario de la República Popular China ,y el Comité Permanente se estableció como su comisión permanente. La Constitución de la República Popular China de 1954 estipula que «la Asamblea Popular Nacional es el único órgano que ejerce el poder legislativo del Estado» y que su Comité Permanente solo tiene la facultad de «interpretar leyes» y «promulgar decretos». Sin embargo, dado que el número de delegados de la Asamblea Popular Nacional es de miles y no son de tiempo completo, solo se celebra una reunión al año, y el período de las reuniones no puede ser demasiado largo. La Segunda Asamblea Popular Nacional autorizó a su Comité Permanente a ejercer el poder legislativo cuando la Asamblea no está en sesión.
Durante un tiempo tras el establecimiento de la República Popular, las facultades del Comité Permanente se limitaron a la interpretación de la Constitución y las leyes. Actualmente, el Comité Permanente de la Asamblea Popular Nacional (APN) desempeña un papel clave en la legislación y tiene la facultad de promulgar y enmendar la mayoría de las leyes y decretos. Los proyectos de ley votados por la Asamblea Popular Nacional suelen ser presentados por el Comité Permanente tras su tercera lectura.
Durante el caos político de la Revolución Cultural, la Asamblea Popular Nacional rara vez celebraba reuniones y el Comité Permanente prácticamente dejó de funcionar. Durante este período, fallecieron el presidente Zhu De y el primer vicepresidente Dong Biwu, lo que permitió a la vicepresidenta Soong Ching-ling, miembro del Comité Revolucionario del Kuomintang, ejercer hasta cierto punto las funciones y poderes de la presidenta del Comité Popular Nacional del Kuomintang. Con la abolición de la presidencia en 1975, se convirtió en la primera mujer jefa de Estado en China por definición legal.
En 1980, tras la decisión de la V Asamblea Popular Nacional, se estableció formalmente el Comité para la Enmienda de la Constitución de la República Popular China, presidido por Ye Jianying, Soong Ching Ling y Peng Zhen, e integrado por los principales líderes de los partidos democráticos, organizaciones sociales y juristas. Este comité se encargó de enmendar y establecer la nueva constitución. Durante el debate sobre la enmienda constitucional, Hu Qiaomu, secretario general del Comité de Revisión de la Constitución, propuso reducir el número de diputados de la APN a 1,000 y establecer dos cámaras de 500 cada una bajo la APN para convertirla en un órgano permanente y bicameral, para mejorar su funcionalidad. Otro miembro del comité propuso imitar el sistema empleado por el Sóviet Supremo de la Unión Soviética, con una cámara compuesta por representantes según sus regiones y otra por representantes de diferentes distritos con la misma cantidad de habitantes. Los opositores, liderados por Deng Xiaoping y Ye Jianying, argumentaron que «si las dos partes discrepan, será muy difícil coordinarse y operar». Finalmente, se llegó a un acuerdo que amplió considerablemente las facultades del Comité Permanente de la Asamblea Popular Nacional, convirtiéndolo en una legislatura permanente con la facultad de promulgar la mayoría de las leyes y revisarlas para su aprobación por la APN.

## Composición
El Comité Permanente actualmente tiene 175 miembros, y está compuesto por:
- 1 Presidente
- 13 Vicepresidentes
- 1 Secretario general
- Varios miembros regulares.

El presidente preside el Comité Permanente, y preside y convoca su trabajo. El presidente ha sido convencionalmente uno de los miembros de mayor rango del Partido Comunista de China, clasificándose como el segundo o tercer miembro de mayor rango del Comité Permanente del Politburó desde 1998. El presidente, los vicepresidentes y el secretario general conforman colectivamente el Consejo de Presidentes , que maneja los asuntos diarios del Comité Permanente. Los miembros del Comité Permanente no deben, al mismo tiempo, ocupar puestos ejecutivos, judiciales o de supervisión. Otros miembros de la APN no tienen esta restricción. El Grupo de Miembros Dirigentes del Partido comprende al presidente y vicepresidentes que son miembros del PCCh, y es responsable de la implementación de las políticas del Comité Central del PCCh.
El Consejo de Presidentes del Comité Permanente es el organismo que gestiona los asuntos cotidianos del CPCNP; está constituido por el presidente, los vicepresidentes y el secretario general.

### Órganos administrativos
También se han establecido varios órganos administrativos bajo el Comité Permanente para apoyar el funcionamiento diario del Congreso Nacional de la República. Entre ellos se incluyen: 
- Oficina General
- Comité de Credenciales
- Comisión de Asuntos Legislativos
- Comisión de Asuntos Presupuestarios
- Comité de la Ley Básica de Hong Kong
- Comité de la Ley Básica de Macao
- Comisión de Asuntos de los Diputados

### Elección
El Comité Permanente es elegido por y entre los delegados de la Asamblea Popular Nacional (APN) durante una sesión plenaria de la Asamblea Popular Nacional (APN). Los candidatos a presidente, vicepresidente, secretario general y miembros regulares del Comité Permanente son nominados nominalmente por el Presídium de la Asamblea Popular Nacional (APN) , aunque el proceso de nominación está controlado efectivamente por el PCCh. Las elecciones para los miembros no regulares del Comité Permanente, al igual que todas las demás elecciones de la Asamblea Popular Nacional (APN), no son competitivas; el Presídium propone a un solo candidato. En contraste, las elecciones para los miembros regulares del Comité Permanente han sido las únicas elecciones competitivas en la Asamblea Popular Nacional desde 1988; hay más nominados que escaños disponibles.

## Facultades
La APN y su Comité Permanente ejercen conjuntamente la facultad de promulgar leyes en China. Las funciones legislativas del Comité Permanente, según la constitución, incluyen: redactar y revisar leyes, excepto aquellas que deban ser promulgadas exclusivamente por el pleno de la APN; complementar y enmendar parcialmente, cuando la APN no esté en sesión, las leyes promulgadas por esta, siempre que no se contravengan los principios básicos de dichas leyes. En consecuencia, el Comité Permanente realiza la labor legislativa cotidiana. Si bien la APN tiene la facultad de revocar decisiones inapropiadas tomadas por el Comité Permanente, hasta la fecha esta facultad nunca se ha utilizado. En consecuencia, el Comité Permanente de la APN suele tener mayor influencia en las deliberaciones legislativas.
El Comité Permanente de la Asamblea Popular Nacional (CPNNP) tiene la facultad de interpretar judicialmente la constitución y las leyes de la República Popular China, incluida la Ley Básica de Hong Kong y Macao. A diferencia de la jurisdicción de derecho consuetudinario, donde el principio de stare decisis otorga la facultad tanto de interpretación final como de decisión a un tribunal supremo, en China continental la interpretación constitucional y legal se considera una actividad legislativa, no judicial, y las funciones se dividen de modo que el Comité Permanente proporciona interpretaciones legales, mientras que el Tribunal Popular Supremo decide los casos. Dado que la interpretación del Comité Permanente es de naturaleza legislativa y no judicial, no afecta a los casos ya resueltos.
El Comité Permanente de la APN también tiene la facultad de supervisar la aplicación de la Constitución. Supervisa la labor del Consejo de Estado, la Comisión Militar Central de la República Popular de China, la Comisión Nacional de Supervisión, el Tribunal Popular Supremo y la Fiscalía Popular Suprema. Tiene la facultad de anular las regulaciones, decisiones y órdenes administrativas del Consejo de Estado que contravengan la Constitución y otras leyes de la APN y de la propia APN, así como las regulaciones o decisiones locales de los órganos de poder estatal de las provincias, regiones autónomas y municipios directamente dependientes del gobierno central que contravengan la Constitución, otras leyes o regulaciones administrativas de todos los niveles de gobierno, especialmente del gobierno nacional.
Cuando la Asamblea Popular Nacional (APN) no está en sesión, el Comité Permanente examina y aprueba los ajustes parciales al plan de desarrollo económico y social nacional o al presupuesto estatal que resulten necesarios para su implementación. El Comité Permanente decide si ratifica o deroga los tratados y acuerdos importantes celebrados con otros países. Instituye sistemas de títulos y grados para el personal militar y diplomático, así como otros títulos y grados específicos, medallas estatales y títulos honoríficos, así como la concesión de indultos especiales.
El Comité Permanente de la Asamblea Popular Nacional (CPN) decide sobre la movilización general o parcial, así como sobre la declaración del estado de emergencia en toda China o en determinadas provincias, regiones autónomas o municipios bajo la jurisdicción central. Cuando el CPN no está en sesión, el Comité Permanente decide si se declara el estado de guerra en caso de ataque armado contra China o en cumplimiento de las obligaciones internacionales en materia de defensa común contra la agresión.